# Alfred Lagache
Alfred Lagache (* 24. Oktober 1889; † 18. August 1971) war ein französischer Karambolagespieler und Weltmeister.

## Karriere
Es gab damals eine Vielzahl französischer Karambolagespieler, die in verschiedenen Disziplinen Weltmeistertitel errangen, aber Lagache war der erste Franzose überhaupt, der die Dreiband-Weltmeisterschaft gewann. Seinen ersten Titel holte er sich 1935 und dann erneut 1937. Er ist bis dato auch der einzige französische Titelträger in dieser Disziplin.
Er gewann ebenso die Dreiband-Europameisterschaften 1935, 1939, 1947 und 1949.

## Erfolge
- Dreiband-Weltmeisterschaft:  1935, 1937  1938
- Dreiband-Europameisterschaft:  1935, 1939, 1947, 1949  1951
- Französische Dreiband-Meisterschaft  1935, 1936, 1937, 1946

Quellen: